# Хаблак Олександр Вікторович
Олександр Вікторович Хаблак (1989—2022) — штаб-сержант (посмертно)Державної прикордонної служби України, учасник російсько-української війни, який загинув під час російського вторгнення в Україну.

## Життєпис
Мешкав із сім'єю в м. Біловодськ на Луганщині, працював у Біловодському лісомисливському господарстві. Згодом переїхав до м. Сєвєродонецьк (Луганська область).
У 2015 році вступив до лав Збройних сил України, служив у 72-ій окремій механізованій бригаді. Після закінчення контракту, в 2016 році, підписав контракт із Державною прикордонною службою України.
Під час російського вторгнення в 2022 році служив головним сержантом на території Луганської області.
Загинув 16 квітня 2022 року в м. Кремінна на Луганщині під час тяжкого бою з росіянами — відбивав ворожу атаку з кулемета, під час якої зазнав поранення в шию та загинув на місці. Завдяки його самовідданим діям побратими мали змогу безпечно відступити.
Похований у м. Дніпро.

## Нагороди
- орден «За мужність» III ступеня (24.05.2022) (посмертно) — за особисту мужність і самовіддані дії, виявлені у захисті державного суверенітету та територіальної цілісності України, вірність військовій присязі.[3]

Нагороду вручив дружині загиблого 1 грудня 2022 року голова Черкаської військової адміністрації Ігор Табурець.